# Gornje Jesenje
Gornje Jesenje falu Horvátországban Krapina-Zagorje megyében. Közigazgatásilag Jesenje községhez tartozik.

## Fekvése
Krapinától 6 km-re északkeletre a Zagorje völgyében fekszik. Jesenje község központi települése.

## Története
Jesenje község és a jesenjei plébánia története kezdetben szorosan kapcsolódott a radoboji plébánia történetéhez, hiszen első említésétől, 1328-tól egészen 1785-ig ehhez a plébániához tartozott. A radoboji plébánia egykori területéhez Jesenjén kívül, Mala Gora, Popovec és Radoboj települések tartoztak. Kegyurai a Keglevich, az Erdődy, a Moskon és Sermage családok voltak. 1785-ben Jesenje önálló plébánia lett. Gornje Jesenje Keresztelő Szent János tiszteletére szentelt templomát 1847-ben kezdték építeni, felszentelése 1858-ban történt. Elődje egy a 17. században épített kápolna volt. Mivel az építés nagy anyagi nehézségek miatt elhúzódott, még maga a császár is küldött egy jelentősebb összeget a templom befejezéséhez.
A község iskolájáról 1857-ből származik az első adat, amikor 131 tanuló járt ide. A tanítás eleinte egy magánházban zajlott, gornje jesenjei Jedvaj család házában. Az első iskolaépület a tanítói lakással együtt 1904-ben épült fel. 1957-ben nyolcosztályosra bővítették, majd a gyermekek növekvő száma miatt 1973 és 1976 között újra bővíteni kellett.
A falunak 1857-ben 556, 1910-ben 916 lakosa volt. Trianonig Varasd vármegye Krapinai járásához tartozott. 2001-ben a falunak 772 lakosa volt.

## Nevezetességei
Keresztelő Szent János tiszteletére szentelt plébániatemploma 1847 és 1858 között épült neoromán stílusban a régi kápolna helyén, amelynek alapjai ma is láthatók. Belsejét 1990-ben, külsejét 2004-ben újították meg. Egyhajós épület, amely a település feletti fennsíkon található. A templom berendezése a 19. századból származik, kivéve néhány, a 18. századból származó fából készült szobrot.

## Külső hivatkozások
- Jesenje község hivatalos oldala
- Az alapiskola honlapja